# Aéroport de Forestville
L'Aéroport de Forestville est un aéroport canadien situé à Forestville au Québec. Il est géré par la Ville de Forestville.
L’aéroport municipal, situé en plein cœur de la vie commerciale, constitue une force certaine et un outil de développement. Son positionnement avec le parc industriel de Forestville est aussi un élément notable.
Dotée d’un centre d’affaires moderne et seul aéroport à 100 km à la ronde, l’infrastructure est un précieux atout dans les perspectives de développement économique et touristique de la localité.La SOPFIM, la SOPFEU et Hydro-Québec font également partie des principaux utilisateurs de l’aéroport tout comme l’avion-ambulance du gouvernement du Québec.

## Données techniques
- Code OACI : CYFE
- Code AITA : YFE
- Élévation : 293 pieds
- Positionnement : 48° 44′ 46″ N, 69° 5′ 50″ W

- Direction : 09 / 27
- Longueur : 3932 pieds
- Largeur : 100 pieds
- Surface : Asphalte. Aire entièrement clôturée.

Pour la planification d’un vol, veuillez consulter les informations à jour (Supplément de vol – Canada (CFS), NOTAM, etc.).

## Service offerts
- Avitaillement
- Jet A1 (AIA)
- Avgas (100LL)
- Huiles (W100, 15W50)
- Centre d’affaires
- Héliport